# 처인구

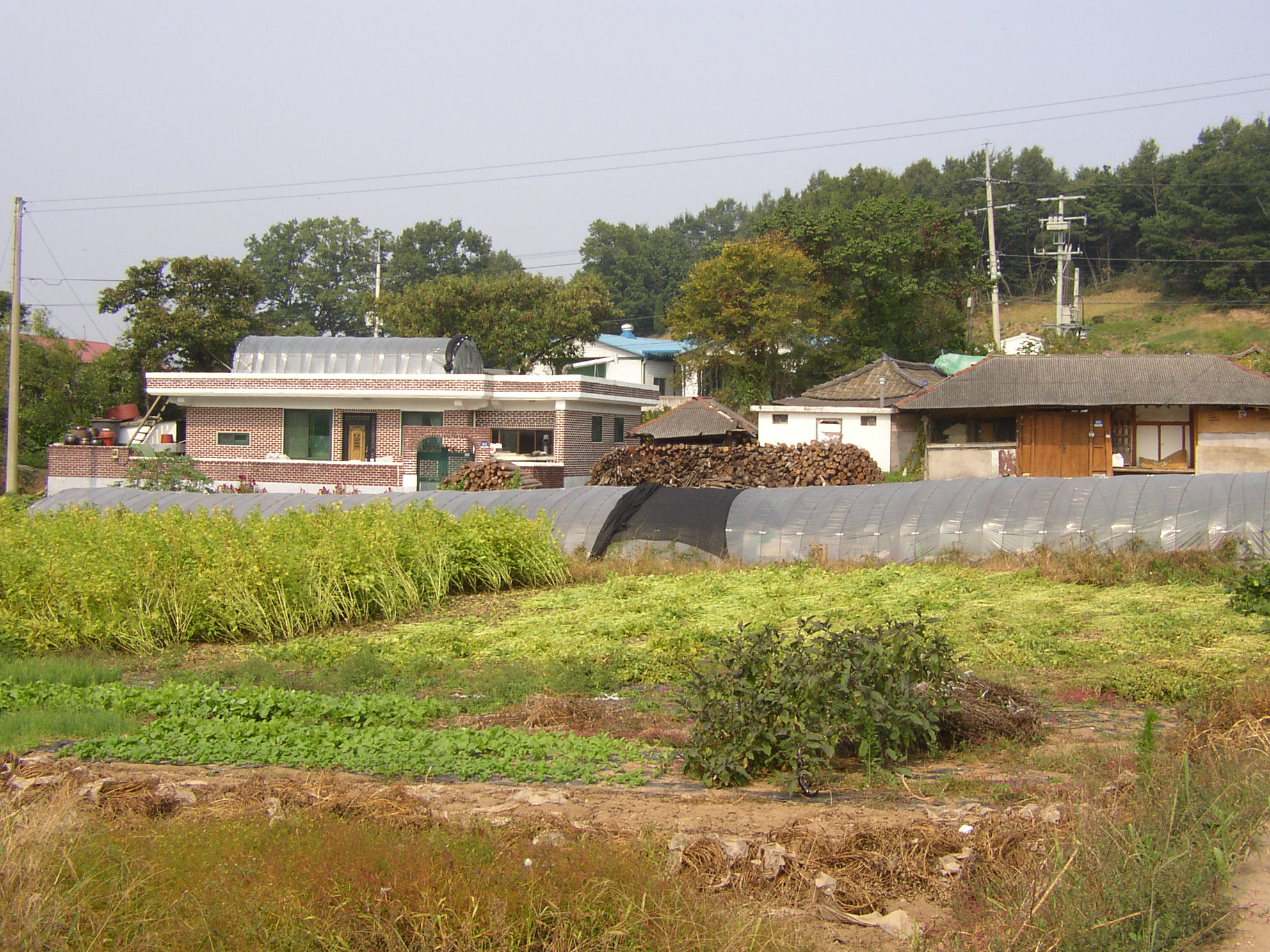
모현읍 시골 풍경

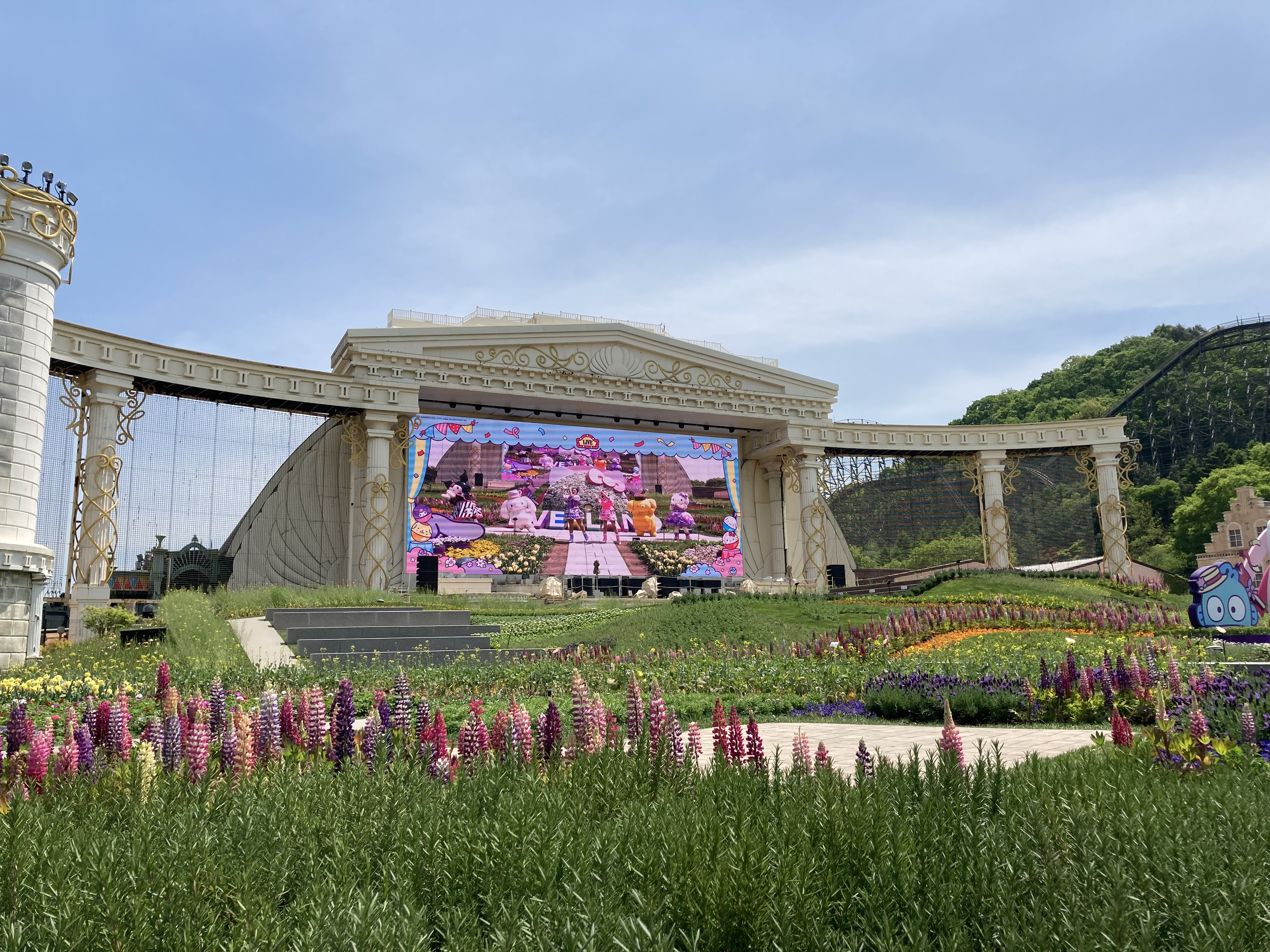
에버랜드 정원 2025년 05월경(처인구 에버랜드로 199)

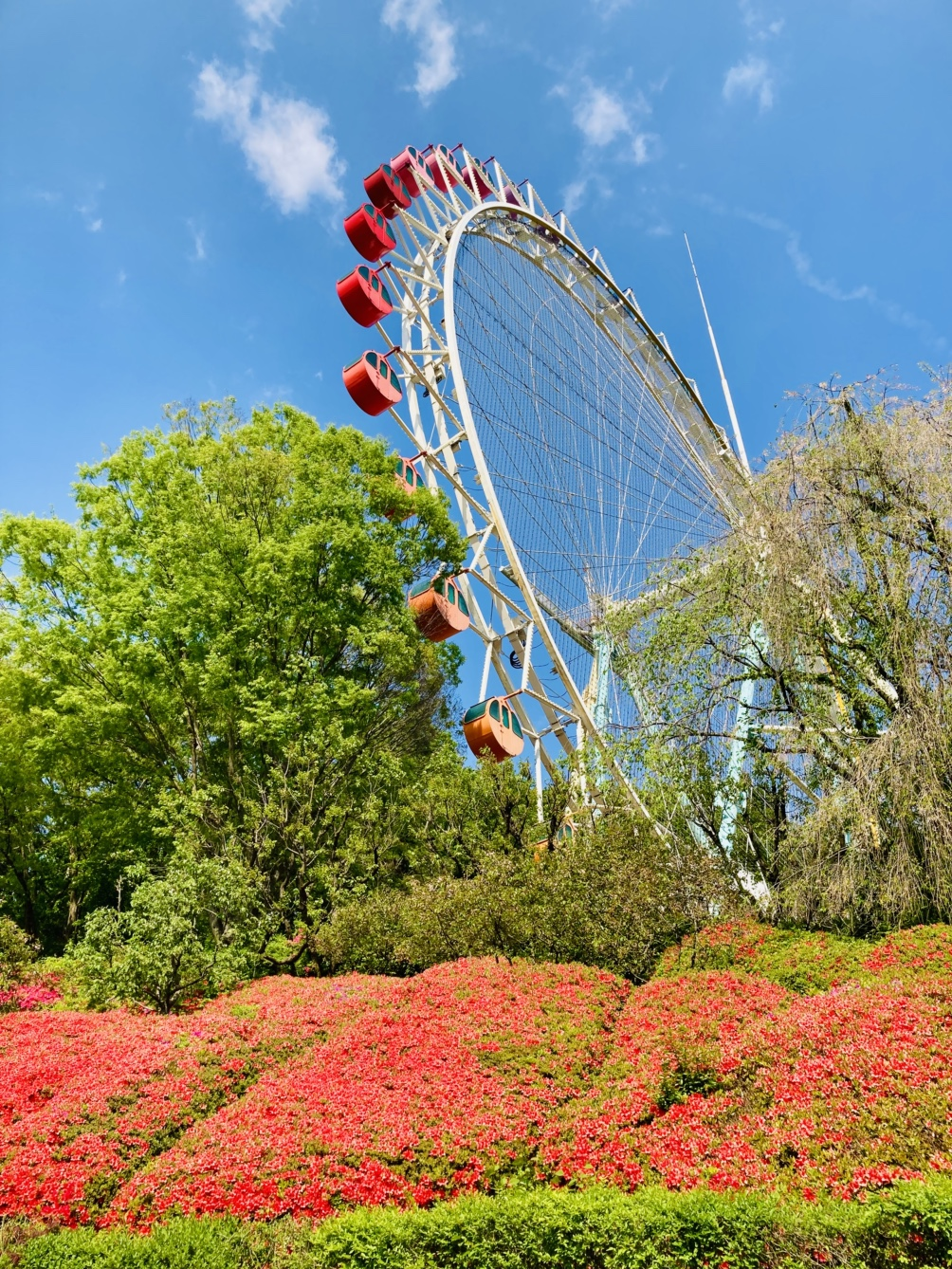
에버랜드 관람차 2025년 05월경(처인구 에버랜드로 199)

처인구(處仁區)는 경기도 용인시의 동부에 위치한 구이다. 용인시의 대부분 영역을 관할한다.
구의 명칭은 1232년 고려-몽골 전쟁 당시 고려의 승려 김윤후가 몽골 제국의 장군 살리타를 저격했던 장소인 처인성(處仁城), 즉 처인현(處仁縣)에서 따와 명명하였다. 단, 처인구의 중심 시가지인 김량장 일대와 그 북쪽은 모두 용구현(龍駒縣) 영역, 양지면 등은 양지현(陽智縣) 영역, 그리고 근대 원삼면 및 백암면은 죽산현 영역으로, 현 처인구의 대부분 지역은 원래의 처인현과는 별개의 지역이었다. 처인현의 영역은 이동읍, 남사읍 일대였다.
특히 관습적으로, "용인"이라 함은 좁은 의미로 처인구만을 일컫는다. 영동고속도로 용인 나들목, 용인공용버스터미널, 용인시청은 모두 처인구에 있다.

## 지명 유래

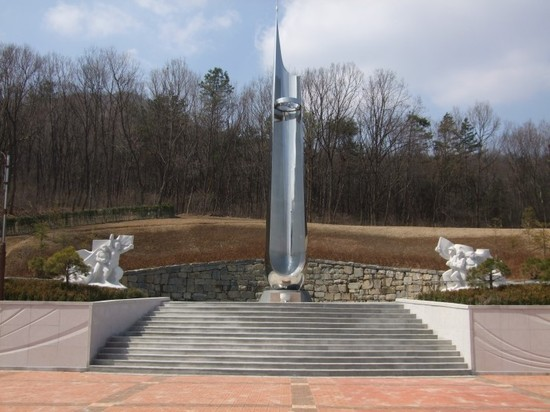
용인 3.1만세운동 기념탑(처인구 원삼면 좌항리, 2011.3.29. 준공, 용인시기념사업회)

『세종실록지리지』에 "처인은 본래 수원(水原)에 소속시켜 부곡(部曲)을 삼았었는데, 현종 무오년(1018)에 이미 이 이름이 있었다. 본조 태조 정축년(1397)에 현령을 두었다. 조선 태종 계사년(1413)에 두 현(용구현, 처인현)을 합쳐 용인이라 불렀다."고 하여 이미 고려 시대부터 처인이란 명칭이 있었다가 조선 태종 때 용구현과 합쳐져 용인이 되었음을 알 수 있다. 따라서 처인은 고려 시대부터 조선 초기까지 용인 일부의 옛 지명이라고 할 수 있는데, 본래 시의 서남단에 있는 남사읍 일대 지역이었다.
『동여도』와 『대동여지도』에는 처인, 『청구도』에는 처인성, 『1872년지방지도』에는 현내면에 처인창(處仁倉)이란 명칭이 있음을 확인할 수 있는데 이로 보아 조선 후기까지 처인이란 지명이 유지되어 왔음을 확인할 수 있다. 1996년 용인군이 도농복합시로 승격한 후 2005년 용인시 3개 행정구 중 하나가 되었다.
경기도 용인시의 동부에 위치한 구로 에버랜드와 와우정사(臥牛精舍)가 이곳에 있다. 포곡읍 · 모현읍 · 이동읍 · 남사읍 · 원삼면 · 백암면 · 양지면 · 중앙동 · 역삼동 · 유림동 · 동부동의 3읍 4면 4동을 관할하고 있다.
모현읍은 본래는 쇄포면(灑布面)이라 하였다. 이는 삼으로 직조한 베와 목화에서 뽑아낸 실로 직조한 무명 천을 잿물에 삶아내고 물에 담갔다가 햇볕에 널어 빛이 바래도록 포쇄하던 곳이라고 한데서 연유한 것이다. 그 후 고려 충신 포은 정몽주 선생의 유해를 능원리에 안장한 후부터는 “충신을 사모한다.”는 뜻에서 모현(慕賢)으로 개칭하였다. 『동국여지승람』에는 ‘묘현(墓賢)이라고 한 기록이 있고, 『용인현읍지』등에는 모현촌면(慕賢村面)으로 기록되어 있다. 1914년 발행된 「군현개정구역표」에는 모현면(慕賢面)으로 기록되어 있다. 대한민국정부 수립 후 「용인군 지명위원회」에서 최종 확정된 것이 오늘의 「모현면(慕賢面)」이다.
포곡읍은 ‘포곡’이란 지명의 유래는 이 지역을 지나는 경안천 주변에 무수히 많은 창포가 자생하고 있어 “창포의 고장”이라 불리기 시작한데서 비롯되었다.
또한 이동읍은 상동촌면과 하동촌면을 합쳐 二東이다.
유방동(柳防洞)은 용인시 유림동에 속한 법정동으로 본래 용인현의 수여면(水餘面)지역이었는데 1914년 행정구역을 개편할 때 밀유양림(密柳楊林)이 있어서 유곡(柳谷)이라 불리던 마을과 방축동(防築洞)을 합쳐서 유방리라 하였다. 1936년 수여면이 용인면으로 개칭된 이래 용인면(읍)에 속해 있었으나 1996년 3월 1일 용인군이 시로 승격될 때 유림동의 일부가 되었다. 영동고속도로 인터체인지가 있으며 1970년대 조성된 새마을 취락 시범단지가 있었으나 지금은 밀집 주거지로 바뀌었다.
고림동(古林洞)은 용인시 유림동에 속한 법정동으로 본래 용인현의 수여면(水餘面)지역이었는데 1914년 행정구역을 개편할 때 고진(古陳)과 임원(林院)의 두문자를 취하여 고림리라 하였다. 1936년 수여면이 용인면으로 개칭된 이래 용인면(읍)에 속해 있었으나 1996년 3월 1일 용인군이 시로 승격될 때 유림동의 일부가 되었다. 1970년대 공업지역이 되었고, 비교적 평탄하고 넓은 들녘이 위치하였으나 지금은 주택, 아파트 등 주거지역이 혼재하며 마을 북쪽으로 영동고속도로가 동서로 지나고 있다
역북동(驛北洞)은 역삼동 일부의 행정동 명칭. 본래 용인현 수여면 지역이였는데 1914년 4월 1일 행정구역을 개편할 때 금령역의 역동(驛洞)과 북동(北洞)을 합쳐서「역북리」라하여 용인면(읍)의 일부가 되었으나 1996년3월1일 용 인군이 시로 승격될 때 역삼동으로 편입되었음. 자연마을로 관곡, 구성, 낙 은, 신대, 신성, 중간동 등의 소지명이 있다.
삼가동(三街洞)은 역삼동 지역의 일부인데 본래는 용인읍 지역으로 1996년 3월 1일 용인군이 시로 승격되면서 역북리와 삼가리를 합쳐 “역삼동”이라 하였다. 삼가동 서쪽에서 구성 초당곡으로 넘어가는 길 즉, 용인정신병원쪽으로 넘어가는 작은 메주고개로 가는 세갈래 길이 있어서 세거리, 삼가리, 삼거동으로 불렸으며 1914년 행정구역을 개편할 때 수여면의 서동(西洞)을 합쳐서 삼가리라 하고 용인면의 일부가 되게 하였다. 삼거동, 새터말, 궁촌, 메주고개, 상직동, 주막거리 등 소지명이 있다.
양지면은 본래 수주(水州)에 속한 양랑촌부곡(陽良村部曲)이었다. 공양왕 11년(1362)에는 안성으로 이속되기도 하였다. 조선 태조의 개국초에는 고서면 봉림산 아래 주곡리에 읍을 옮겨 양산이라 하고 훈도관을 두었으면 정종원년(1399)에는 안성에서 독립하여 양지현이라 일컫고 비로소 감무(監務)를 두었다. 태종 13년(1413)에 현감을 임명하는 한편 광주목 관할인 추계향으로 옮겼다. 그 후 세종때까지 광주진의 관할 구역으로 계속되었는데 방면이 육방(六坊)에 불과하였으므로 현의 협소함을 당시현감이 상소하여 성종원년(1470)에 죽주의 4부곡을 양지현으로 이속시킴과 동시에 충청도에서 경기도로 이관하였고 연산군 6년(1500)에는 읍을 폐하고 이주부(利州府)에 합속시켰다.
이후 양지면은 연산군 10년(1504)에 복설(復設)하여 정수산 아래에 개읍을 하고 양지라 하였으며 동시에 가까운 5개마을을 병치하여 읍내면이라 칭함으로써 방면은 11면에 이르렀다. 갑오경장 이후 건양원년(1896)에는 양지군으로 승격되어 경기도의 4등군이 되었으나 1914년4월 1일 조선총독부령에 의해 용인군과 병합하였고 읍내면,주동면,주북면,주서면 등 4개면을 합치고 읍내에서 끝자인 내자를 합쳤다하여 내사면으로 개정되었다. 1995년 광복50주년을 맞이하면서 일제 식민통치 시절 명명된 일제식 지명을 정비할 때 민족자존심 회복과 지역 전통성을 계승 발전 보존하고자, 1914년 생겨난 면 명칭인 내사면을 양지면으로 고침으로써 조선시대로부터 이어온 고유지명을 실로 81년 만에 회복시켰다.
중앙동은 고려시대에 김령역이 있었으며, 조선시대에는 김령역·김령원이 있었다. 시장이 섰으므로 김령장이라고도 불렀는데, 뒤에 변음되어 '김량장'이 되었다. 1914년 행정구역 폐합시 김량장리가 되어 용인군의 군청소재지가 되었고 1996년에 용인시로 승격되면서 김량장리 또한 김량장동으로 승격되었다. 2005년 용인시 3개구청 신설에 용인시 처인구 김량장동으로 변경되었다. 일설에 의하면 김량이라는 사람이 맨 처음 시장을 벌여, 그의 이름을 따서 김량장이라고 불렀다고도 한다. 조선 영조 때의 『읍지』를 보면, 김량장이라는 장시의 명칭이 보이고 있어, 김량장의 유래가 오래된 것임을 알 수 있다.
동부동은 본래 양지군 주서면 지역으로 1914년 행정구역 통폐합시 마남리·마북리·신평리·김량리와 용인군 수여면 하리 일부가 합쳐져서 생겨났고 마남·마북의 마자와 신평의 평자를 취해 마평리라 하였고, 용인면에 편입되었다. 용인시로 바뀌면서 마평동으로 명칭되었다. 신점은 새술막이라고 부른다. 본래 양지군과 용인군을 나누는 경계를 이루고 있었고, 영남에서 한양으로 가는 대로상에 자리하고 있어 새로이 주막이 생겨 새술막이라 부르게 되었다. 한자로 옮겨 신점이라 한다. 석담은 돌무데기라고 하는데 석담은 돌담이므로 돌이 된 담이란 뜻이 된다. 석담의 유래는 이곳에 돌로 쌓은 적석총이 남아 있었던데서 비롯된 명칭인데 원형은 많이 손상되었으나 아직도 그 흔적을 볼 수 있다. 이러한 지명은 전국적으로 흔하게 볼 수 있다
남사읍은 원래 읍의 일부가 수원부(水原府)의 처인부곡이었다. 조선 태조 6년(1397)에 현으로 승격되어 방리(坊里)를 관장하다가 태종 13년(1413)에 용구현과 합쳐 용인현이 된후 관아(官衙)를 폐하였다. 1914년 행정구역을 개편 때 당시 현내면의 아곡(衙谷), 남산(南山), 매릉(梅陵), 완장(完庄), 창동(倉洞), 월곡(月谷), 방축(防築) 등의 7개 동리와 도촌면의 삼인(三仁), 상동(上洞), 산정(山亭), 내기(內基), 수세(水洗)의 5개 동리, 서촌면의 동막(東幕), 원포(遠浦), 통곡(通谷), 봉명(鳳鳴), 외동(外洞)의 5개 동리, 남촌면의 진목(眞木), 원암(元岩), 전궁(全宮), 아곡(牙谷)의 4개 동리 등 4개 면을 합치고, 용인군의 남쪽에 위치하고 있다고 하여 '남사(南四)'라 하였다. 1983년에는 월경부락이 평택군으로 이관되었다. 현재 봉무리(鳳舞里), 북리(北里),통삼리(通三里),봉명리(鳳鳴里),진목리(眞木里),원암리(元岩里),전궁리(全宮里),방아리(防牙里),창리(倉里),아곡리(衙谷里),완장리(完庄里)등 11개 리로 이루어져 오늘날에 이르고 있다.
원삼면은 이중 본래 죽산군에 속해 있던 지역으로 가좌·창동·두촌·분촌·문촌·승죽·능촌·독촌·야광등의 9개 동리를 관할하고 있었다. 1914년 행정구역 폐합시 죽산군 원일면의 9개 동리, 근삼면 석곡리의 일부지역, 양지군 목악면의 6개 동리, 양지군 주서면의 광곡리를 합치고, 지역 명칭은 그대로 원삼면이라고 칭하게 되었다. 이후 원삼면은 고당리·사암리·좌항리·맹리·미평리·가재월리·두창리·독성리·죽능리·목신리·학일리·문촌리의 12개리를 관할하여 오늘날에 이르고 있다.
백암면은 본래 죽산군 근삼면에 속했던 지역으로 백암 등 14개동리를 관할하고 있었다. 1914년 행정구역 폐합시 죽산군의 근일면,근삼면,양지군의 박곡면, 고안면 등 용인군 바깥쪽의 4개면을 합쳤다는 의미에서 외사면이라 칭하게 되었다. 이때 외사면은 가창리, 백암리, 근창리, 근곡리, 근삼리, 용천리, 장평리, 석천리, 옥산리, 백봉리, 고안리 등 12개동리를 관할하게 되었고 면소재지를 백암리에 두게 되었다. 외사면에서 백암면으로 명칭 변경한 것은 1996년 3월 1일부터이다.
백암면의 동구(안장터)는 안쪽에 있는 마을이어서 안장터라 하였고 당촌은 당뒤 옛날마을 앞 산채당이 있어 당뒤라고 부른다. 백암리 위에 있는 마을을 윗거리라 하고 지렁골은 백암리에 있는 마을로 땅이 질어서 지렁골이라 한다. 기안은 틀안이라 하는데서 기안이라고 쓴다. 협동은 엽골,역골이라고 하는데 박곡리에서 오래된 마을로 보인다. 박석은 박석골로 마을 형국이 바가지 모양으로 되어있는 골짜기 안에 있기 때문에 박속골이라 했는데 이를 한자로 적을 때 박석이라 하였다.
원대는 원터라고 하며 원대로 쓰고 원집이 있던 터라고 해서 원터로 쓴다. 평촌은 벌말은 벌판에 있는 마을이라는 뜻으로 평촌이라 쓴다. 백동은 잣나무골이라 하는데 예전에 이곳에 잣나무가 아주 많았기 때문에 유래된 명칭이다. 입남은 갓골이라 하며 마을 뒷산이 삿갓처럼 생겨 유래된 명칭이다. 봉리는 이진봉이라 하는데 마을 앞에 커다란 봉우리두개가 있기 때문에 봉리라 부른다. 신대촌은 새로터를 잡아 이룩된 마을이라 한다. 또 마을 앞에 대궐이 있었기 때문에 대궐터라 한다. 사은은 진촌과 이진봉사이에 있어 샛말이라 한다.
대흥동은 옛날 어느 난리때 난리를 피해 이곳으로 피하고 후에 자리잡아 후손과 재물이 크게 융성하다고 한다. 지내(못안말)는 옛날 커다란 연못이 동네앞에 있었는데 연못의 안쪽에위치한 마을이라 지내라 한다. 아곡은 아골. 고안리에서 가장 큰 마을로 고안면 소재지가 있었던 곳 이었고 아골이란 관위가 있는 마을이라 한다. 대주천은 주래, 주내라 하며 이 마을을 굽이치며 흐르게 개울을 중심으로 두 마을이 아래 위로 있다 한다. 아송은 아수리라 부른다. 본래 이 마을에 못이 있어 오리가 노는 곳이라 하여 압소라 하는데 아수리를 다시 한자로 적으면 아송이 된다. 하산은 아랫머리로 상산과 유래가 같다. 옥천은 옥이내라 하고 상산은 웃머리라 한다. 마을이 커지면서 상산리와 하산리가 되었다.
장재는 장자터라 하며 옛날 부자가 살았기 때문에 붙여진 이름이다. 율애는 배매.밤애라고 하는데 옛날 이곳에 밤나무가 끝이 보이지 않을 정도로 심어져 밤애라고도 한다. 평율은 주막이있었으므로 주막거리, 주막메미로 부른다. 강정은 강젱이, 장제라 부르는데 옛날 정자가 있었기 때문에 붙여진 이름이다. 사천은 새래라고 하는데 마을앞의 냇물이 흘러서 새내라고도 한다. 황석은 황새울이라 한다 옛날 이마을에 큰 소나무가 있어 황새가 항상 앉아있어 황새울이라고도 한다. 덕은은 옛날 덕이 있는 은사가 마을에 살아 마을 사람이 큰 덕을 입어 덕은이라 한다. 율리는 배미라고 하는데 율은 논배미를 말한다.
중리는 중말이라고 한다. 죽말이라고도 하는데 대나무가 많았다 한다. 상리는 마을이 윗쪽이 있어서 상리라 한다. 곡율리는 골배미라 하는데 골짜기에 있는 논배미란 뜻이다. 양준은 구봉산 밑에 있어 양순하고 우수한 인물이 많아 풍수지리설에 따라 동네 이름을 양준이라 한다. 가리산은 더러미라고 하는데 산이 중첩되어 있는 듯 하다고 해서 붙여진 이름이다. 내수곡은 문무실이라고 하는데 외수곡의 안쪽에 있기 때문에 안말이라고 한다. 강촌은 강가말이라 하는데 강씨성을 가진 사람이 최초로 살게되어 강가말이라고 한다.
장계는 앞에 흐르는 시내를 따라 길게 마을이 누워있으므로 장계라 한다. 외수곡은 기와집말, 갸집말이라고 하는데 무실 바깥쪽에 있다 기와집이 있어 기와집말이라 한다. 상비두는 비머리 또는 비두리라고 부르는데 옛날 마을 앞쪽에 비석이 서 있던 관계로 비머리라 불렀다. 신대는 새터말 비머리 서남쪽에 새로 된 마을이라고 해서 새터말이라 한다. 신리는 새말이라고 하며 비머리 동쪽에 새로 이루어진 마을이라 해서 새말이라 한다. 창동은 창말이라고 하는데 옛날 사창이 있었기 때문에 생긴 명칭이다 사창은 빈민구제를 위해 춘궁기에 양곡을 대여해 준다.
노동은 마을 북쪽에 있는 흰 바위가 풍수지리상 노인의 머리모양으로 보이는 데서 노동이라 했다. 마두는 말머리라 하는데 마을 앞쪽에 있는 말머리 형상을 닮았다고 하여 붙여진 명칭이다. 종평은 마룻돌이라고 하며 마을 앞에 넓은 벌판이 다른 지대보다 높게 걸쳐 있다고 해서 마루뜰 즉 종평이라 한다. 신창은 새챙이라하며 안챙이와 유래가 같다. 가곡은 가울이라 하는데 마을 사람들이 순박하고 근면하게 일하는 골짜기라는 뜻에서 가곡이라 한다.
구백암은 구배가미라 하며 옛날 백암장 장날이 서던 곳으로 현재 장이 서는 백암리와 구분되어 구백암이라 한다. 내창은 안챙이라 하며 양지군에 속했다. 두평은 둠범이라고 하여 이곳에 둠벙이 있었기 때문에 유래되었다. 석실은 도실, 돌실이라고하며 석실은 돌실의 한자표이다. 도실은 돌실이 변음된 것인데 이마을에 돌이 많기로 유명하여 돌실이라 부른다. 태평촌은 돌다라 안말이라하며 옛날 마을 앞에 돌다라가 있었기 때문이다.

## 역사
- 2005년 10월 31일 구제(區制)가 실시되어 처인구를 신설하고, 포곡면은 포곡읍으로 승격하였다(1읍 6면 4동).[6]

| 용인시 조례 제648호                                                            |                                                                                       |
| 개편 전                                                                        | 개편 후                                                                               |
| 포곡면                                                                         | 처인구 포곡읍                                                                         |
| 모현면, 남사면, 이동면, 원삼면, 백암면, 양지면, 중앙동, 역삼동, 유림동, 동부동 | 처인구 모현면, 남사면, 이동면, 원삼면, 백암면, 양지면, 중앙동, 역삼동, 유림동, 동부동 |
- 2017년 12월 11일 모현면, 이동면이 각각 모현읍, 이동읍으로 승격하였다.
- 2021년 2월 19일 남사면이 남사읍으로 승격하였다.
- 2021년 9월 6일 역삼동을 역북동, 삼가동으로 분동하였다.
- 2025년 7월 14일 유림동을 유림1동, 유림2동으로 분동하였다.

## 인구

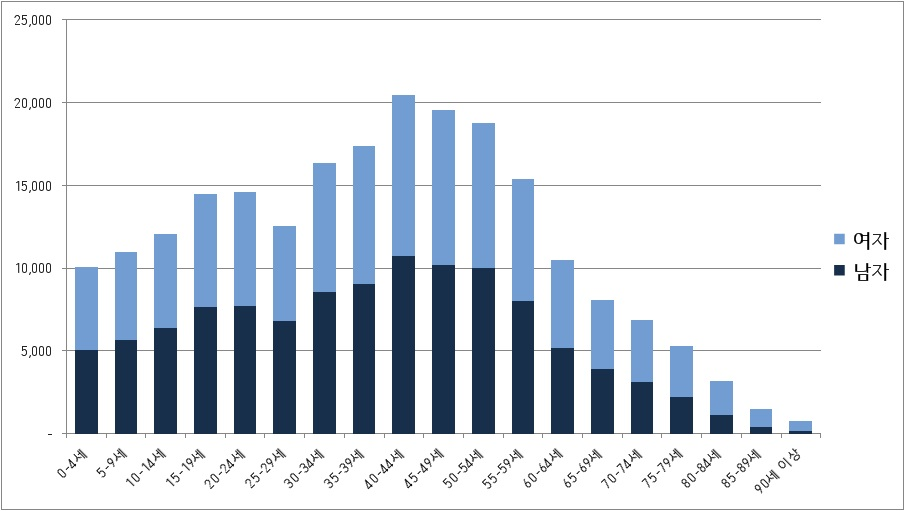
처인구 연령별 인구구조

처인구의 인구는 218,795명(2015년 2월 28일 기준, 내국인)으로 용인시 전체 인구의 22.7%를 차지한다. 남자는 112,080명, 여자는 106,715명이다. 처인구에는 농촌 행정구역이 많이 분포하여 유소년(15세 미만 인구) 인구비율은 15.1%로 용인시 전체 비율인 18.3%보다 낮으며 노인(65세이상 인구) 인구 비율은 11.7%로 용인시 전체 10.30%보다 높다. 성비는 105로 남자가 많다.
용인시 처인구의 연도별 인구(내국인) 추이
| 연도   | 총인구    |
| ------ | --------- |
| 2005년 | 190,252명 |
| 2010년 | 195,580명 |
| 2015년 | 231,892명 |
| 2020년 | 253,896명 |

## 행정 구역

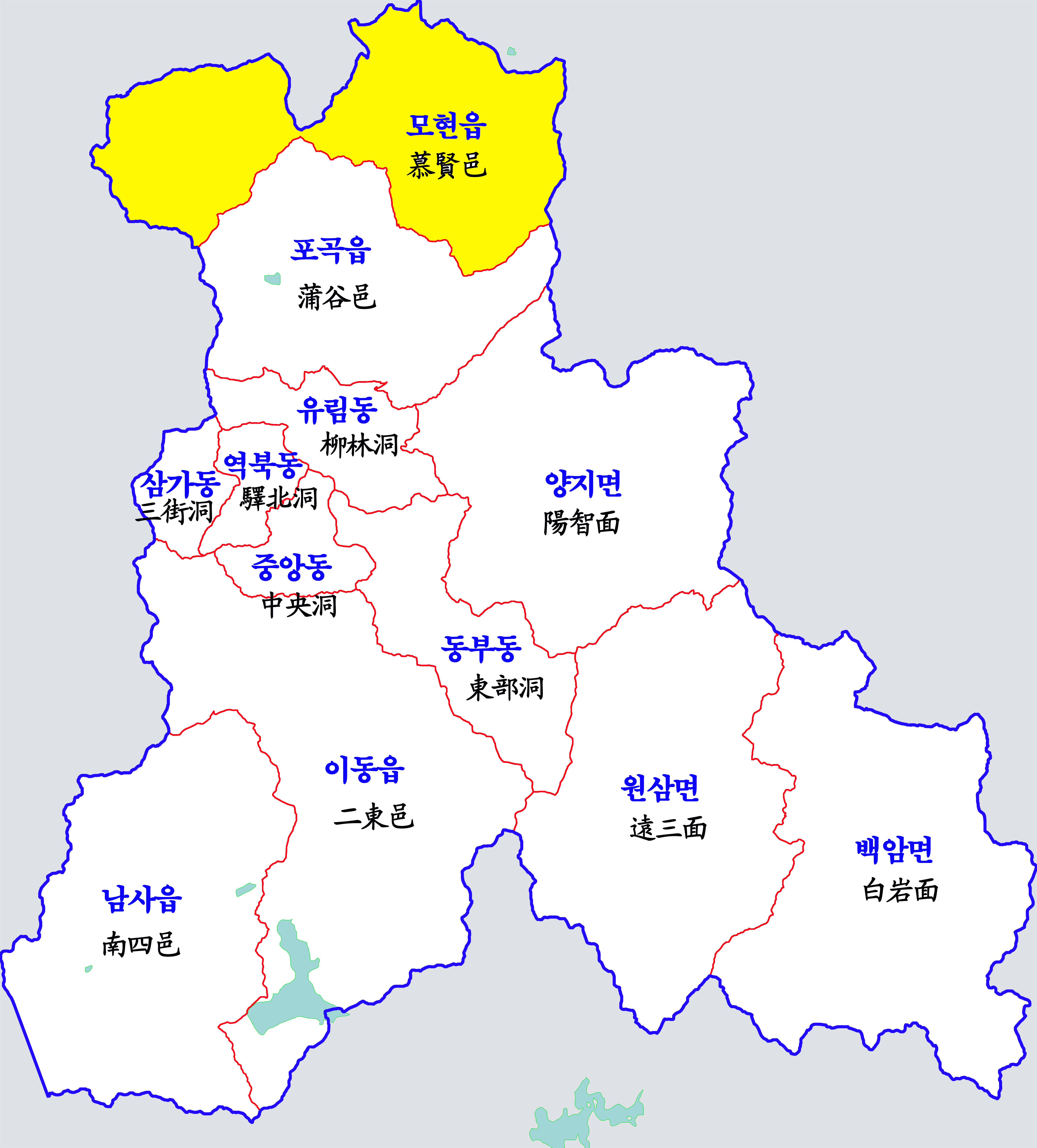
처인구의 행정 구역

| 읍·면·동 | 한자    | 면적   | 인구    | 세대 수 |
| -------- | ------- | ------ | ------- | ------- |
| 포곡읍   | 蒲谷邑  | 41.75  | 32,956  | 13,966  |
| 모현읍   | 慕賢邑  | 50.36  | 25,699  | 11,273  |
| 이동읍   | 二東邑  | 75.66  | 20,150  | 8,552   |
| 남사읍   | 南四邑  | 58.65  | 23,002  | 9,523   |
| 원삼면   | 遠三面  | 60.23  | 8,460   | 3,928   |
| 백암면   | 白岩面  | 65.69  | 8,460   | 4,355   |
| 양지면   | 陽智面  | 57.60  | 18,289  | 8,211   |
| 중앙동   | 中央洞  | 7.98   | 24,251  | 11,359  |
| 역북동   | 驛北洞  | -      | -       | -       |
| 삼가동   | 三街洞  | -      | -       | -       |
| 유림1동  | 柳林1洞 | -      | -       | -       |
| 유림2동  | 柳林2洞 | -      | -       | -       |
| 동부동   | 東部洞  | 23.50  | 13,264  | 5,774   |
| 처인구   | 處仁區  | 467.52 | 253,896 | 107,785 |

## 교육 기관
- 사립대학교

|  | - 명지대학교 자연캠퍼스 - 총신대학교 양지캠퍼스 - 용인대학교 - 한국외국어대학교 글로벌캠퍼스 - 중앙신학대학원대학교 |

- 고등학교

|  | - 백암고등학교 - 용인고등학교 - 포곡고등학교 - 태성고등학교 - 삼계고등학교 - 고림고등학교 - 용인바이오고등학교 - 용인정보산업고등학교 - 용인한국외국어대학교부설고등학교 |

- 중학교

|  | - 모현중학교 - 백암중학교 - 송전중학교 - 영문중학교 - 용동중학교 - 용신중학교 - 용인중학교 - 용천중학교 - 원삼중학교 - 포곡중학교 - 태성중학교 - 헌산중학교 - 고림중학교 |

- 초등학교

|  | - 고림초등학교 - 남곡초등학교 - 남사초등학교 - 남촌초등학교 - 능원초등학교 - 용인둔전초등학교 - 둔전제일초등학교 - 제일초등학교 - 모현초등학교 - 백봉초등학교 - 백암초등학교 - 삼가초등학교 - 서룡초등학교 - 성산초등학교 - 송전초등학교 - 양지초등학교 - 역북초등학교 - 왕산초등학교 - 용마초등학교 - 용인초등학교 - 용천초등학교 - 운학초등학교 - 원삼초등학교 - 이동초등학교 - 장평초등학교 - 제일초등학교 - 좌항초등학교 - 포곡초등학교 - 한터초등학교 - 함박초등학교 |

## 교통
- 용인공용버스터미널
- 용인경전철(주)

- 에버라인

(기흥구) ← 삼가역 - 시청·용인대역 - 명지대역 - 김량장역 - 운동장·송담대역 - 고진역 - 보평역 - 둔전역 - 전대·에버랜드역 - (시종착역)
- 경부고속도로

- (안성 분기점) ― 남사진위 나들목 ― (오산 나들목)

- 세종포천고속도로

- (고삼 나들목) ― 용인 분기점 ― 북용인 분기점 ― 북용인 나들목 ― 오포 나들목 ― (광남 나들목)

- 영동고속도로

- (신갈 분기점) ― 마성 나들목 ― 서용인 분기점 - 용인 나들목 ― 용인 분기점 - 양지 나들목 ― (덕평 나들목)

- 수도권제2순환고속도로

- (동탄 나들목) ― 서용인 나들목 ― 서용인 분기점 ― 포곡 나들목 ― (도척 나들목)

## 문화·관광
- 와우정사(臥牛精舍)

해곡동 183번지에 있는 사찰이다. 국가지원지방도 제57호선 도로변에 있으며, 연화산의 48개 봉우리가 병풍처럼 둘러쳐진 곳이다. 1975년 실향민 출신의 승려인 해월법사(속명 김해근)가 세운 호국사찰로 세계 최대의 와불(높이 3m, 길이 12m)이 있다. 이 와불은 인도네시아에서 들여온 통향나무를 깎아 만든 것이다.
- 에버랜드

포곡읍 전역에 걸친 한반도 최대 규모 놀이동산.